# Minunata călătorie a lui Nils Holgersson
Minunata călătorie a lui Nils Holgersson (titlu originar în suedeză Nils Holgerssons underbara resa genom Sverige) este o faimoasă ficțiune scrisă de către autoarea de origine suedeză, Selma Lagerlöf, publicată în două părți, în 1906 și 1907, fiind tradusă în 60 de limbi. Contextul în urma căruia s-a publicat romanul a fost o directivă a Asociației Naționale a Profesorilor în care se propunea scrierea unui manual de geografia Suediei pentru gimnaziu, prezentat sub forma unei legende despre un băiețel obraznic și neascultător, care pleacă de acasă într-o călătorie pe spatele unei gâște. Aceasta a avut nevoie de trei ani să finalizeze cartea, timp în care a studiat viața păsărilor și animalelor, tradițiile, topografia, precum și geografia și istoria tuturor regiunilor Suediei.
„Și-a dedicat trei ani pentru studierea naturii și familiarizarea cu viața păsărilor și animalelor. A încercat să descopere cât mai multe din legendele și poveștile din folclorul diferitelor regiuni. Toate acestea ea le-a țesut într-un mod ingenios în povestea ei.” (Din introducerea traducătoarei Velma Swanston Howard.)
Selma Lagerlöf, asemeni altor mulți intelectuali suedezi ai vremii, a fost o susținătoare a reformei scrierii suedeze. Când a fost publicată în 1906, cartea a fost una din primele care a adoptat noua scriere introdusă de către guvern prin rezoluția de la 7 aprilie 1906. În 1909, Selma Lagerlöf a primit premiul Nobel pentru literatură, fiind prima scriitoare distinsă cu acest premiu.

## O scurtă introducere

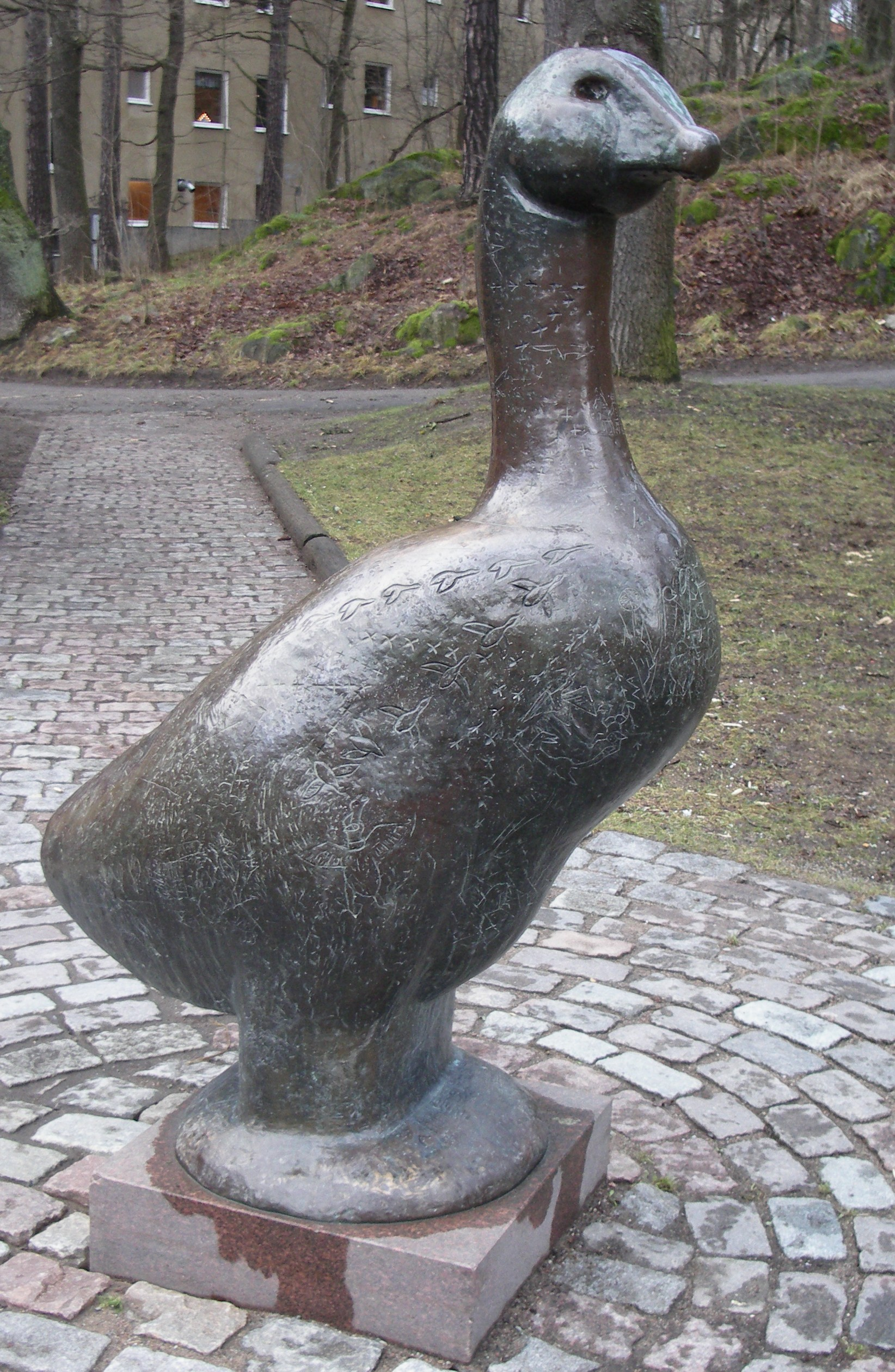

Cartea este despre un băiat, Nils Holgersson, ale cărui „plăceri ieftine erau să mănânce și să doarmă, și după astea îi plăcea cel mai mult să facă pozne”. Îi face mare plăcere să rănească animalele din ogradă. Nils capturează un pitic într-o plasă în timp ce familia lui era la biserică și l-au lăsat acasă pentru a citi capitole din Biblie. Piticul îi propune lui Nils să-l elibereze, iar dacă îl va elibera, îi va dărui o lingura de argint și o monedă de aur. Nils respinge oferta și piticul îl transformă pe Nils într-un spiriduș, micșorat și capabil să vorbească cu animalele, care sunt bucuroase să-l vadă pe băiat redus la dimensiunea lor și sunt mânioase și înfometate după răzbunare. Când acestea se întâmplă, gâștele sălbatice zburau deasupra fermei lor în una dintre migrații, iar un gânsac domestic alb încercă să li se alăture. În încercarea de a-l opri, Nils se prinde de gâtul gâscanului, care însă se ridică cu succes și se alătură păsărilor sălbatice.
Gâștele sălbatice, care nu sunt deloc mulțumite de faptul că un băiat și gâsca domestică li s-au alăturat, îi conduc pe aceștia într-o călătorie aventuroasă prin provinciile Suediei, observând în drumul lor caracteristicile naturale și resursele economice. De asemenea personajele și întâmplările pe care le întâlnește îl transformă într-un bărbat: gâsca domestică trebuie să demonstreze capacitatea de a zbura asemeni experimentatelor gâște sălbatice și Nils trebuie să le demonstreze gâștelor că le va fi un companion folositor, în ciuda îndoielilor. De-a lungul călătoriei, Nils descoperă că dacă demonstrează că s-a schimbat în bine, piticul este dispus să-l readucă la dimensiunile inițiale. 
Cartea a fost criticată pentru faptul că băiatul și gâsca nu fac nici o oprire în provincia Halland. În capitolul 53 aceștia zboară deasupra provinciei Halland în drumul lor de întoarcere spre Scania, dar nu sunt impresionați de priveliști și nu opresc. Cu toate acestea, un asemenea capitol a fost adăugat în unele din traducerile cărții.

### Capitolele cărții

#### Partea întâi
- Capitolul I - Ștrengarul
- Capitolul II - Akka de la Kebnekajse
- Capitolul III - Viața păsărilor sălbatice
- Capitolul IV - Glimmingehus
- Capitolul V - Hora cocorilor de pe muntele Kulla
- Capitolul VI - Pe vreme ploioasă
- Capitolul VII - Scara cu trei trepte
- Capitolul VIII - Pe malurile râului Ronneby
- Capitolul IX - Karlskrona
- Capitolul X - Călătorie spre insula Öland
- Capitolul XI - Capul de la sudul insulei Öland
- Capitolul XII - Fluturele cel mare
- Capitolul XIII - Mica Insulă Carol
- Capitolul XIV - Două orașe
- Capitolul XV - Ciorile
- Capitolul XVI - Bătrânica de la țară
- Capitolul XVII - De la Taberg la Huskvarna
- Capitolul XVIII - Marele lac al păsărilor
- Capitolul XIX - Fota de pănură

#### Partea a doua
- Capitolul I - Povestea lui Karr și a lui Păr-Sur
- Capitolul II - Un altfel de Babel
- Capitolul III - Pe șesul Närke
- Capitolul IV - Năboiul
- Capitolul V - Împărțeala moștenirii
- Capitolul VI - În Bergslagerna
- Capitolul VII - Prichindel și urșii
- Capitolul VIII - Dalälv
- Capitolul IX - Partea leului
- Capitolul X - Ajunul
- Capitolul XI - În căutarea unui loc de popas
- Capitolul XII - Inundația
- Capitolul XIII - Legenda provinciei Uppland
- Capitolul XIV - La Uppsala
- Capitolul XV - Dunfin
- Capitolul XVI - Stockholm
- Capitolul XVII - Vulturul Gorgo
- Capitolul XVIII - Pe deasupra provinciei Gästrikland
- Capitolul XIX - O zi în Hälsingland
- Capitolul XX - În ținutul Medelpad
- Capitolul XXI - O dimineață în Angermanland
- Capitolul XXII - Västerbotten și Laponia
- Capitolul XXIII - Osa, păzitoarea de gâște, și micul Mats
- Capitolul XXIV - În țara laponilor
- Capitolul XXV - Spre miazăzi! Spre miazăzi!
- Capitolul XXVI - Câteva povești din Härjedalen
- Capitolul XXVII - Värmland și Dalsland
- Capitolul XXVIII - Un conac mic
- Capitolul XXIX - Comoara din arhipelag
- Capitolul XXX - Argintul mării
- Capitolul XXXI - Un domeniu mare
- Capitolul XXXII - Călătoria spre Vemmenhög
- Capitolul XXXIII - Acasă la Holger Nilsson
- Capitolul XXXIV - Despărțirea de gâștele sălbatice[6]

## Adaptare cinematografică

### Varianta sovietică
Un film tradițional sovietic animat numit Заколдо́ванный ма́льчик (Zacoldovanîi Malcic) (rusă Băiatul fermecat) a fost lansat în 1955. A fost regizat de către Vladimir Polcovnicov și Alexandra Snejco-Bloțcaia la studioul Soiuzmultfilm din Moscova.

### Desene animate
O adaptare animată (ニルスのふしぎな旅 Nirusu no Fushigi na Tabi) constând în 52 de episoade a câte 25 de minute a fost difuzată pe NHK în perioada 8 ianuarie, 1980-17 martie, 1981. Desenele au fost de asemenea difuzate în lumea arabă (ca "مغامرات نيلز" Aventurile lui Nils), Canada, Franța, Germania, Suedia, Finlanda, Islanda (cu numele Nilli Hólmgeirsson), Belgia, Grecia, Olanda, Polonia (cu numele Nils și gâștele sălbatice), Portugalia, România, Spania, Ungaria, Israel, Turcia (cu numele Uçan Kaz - Gâsca Zburătoare), Italia, Hong Kong, China terestră și în Africa de Sud. Desenele au fost produse de Studiourile Pierrot și au fost, în mare parte, fidele cărții, exceptând apariția hamsterului și a rolului prea mare dat vulpii Smirre.
În Germania, seria animată a fost combinată într-un film de lung metraj (cu durata de 1 ora și 22 minute) în 1981; aceeași lansare a avut loc și în Estonia pe DVD și VHS.

## Alte informații

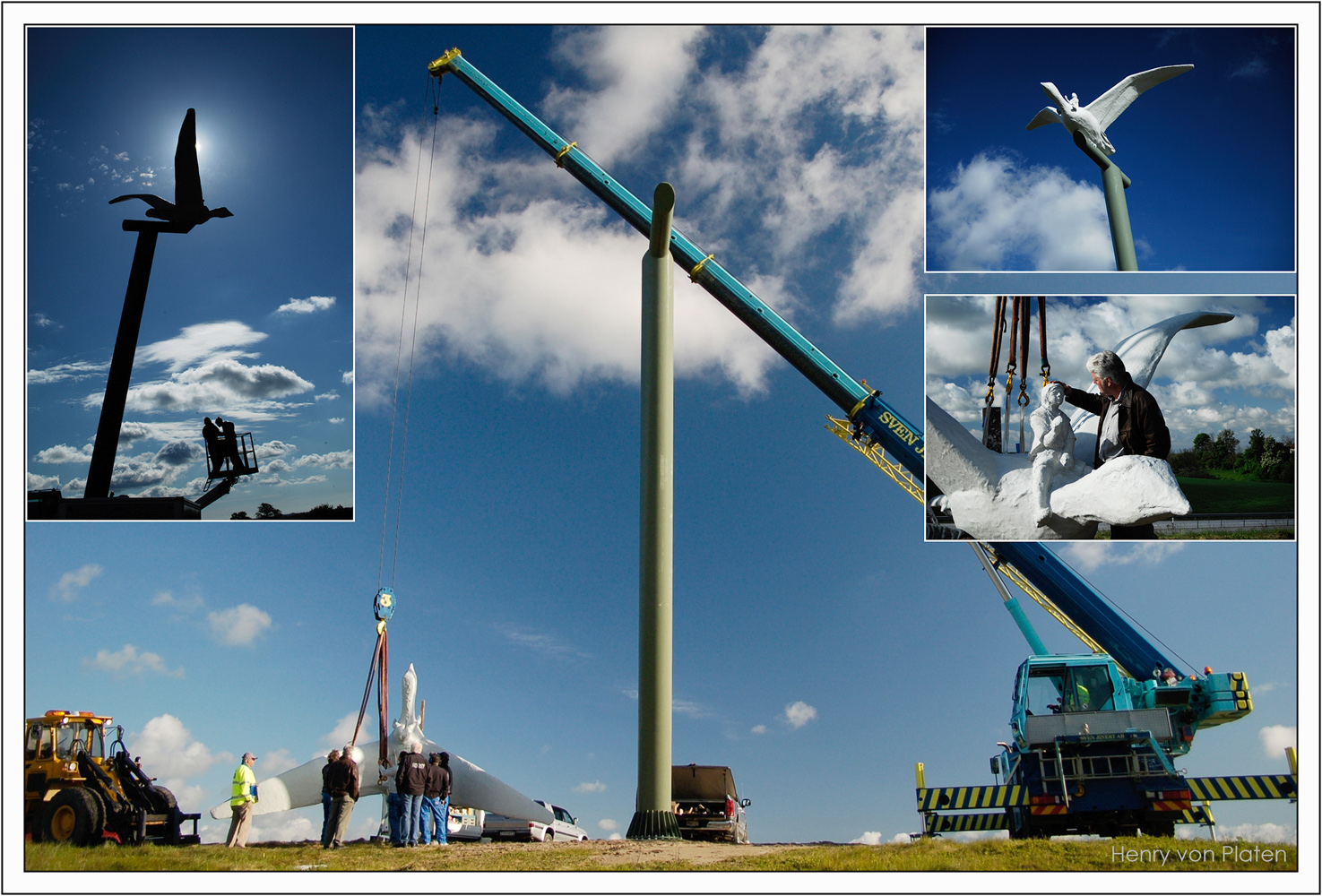
Sculptura lui Jon Leifssons reprezentadu-l pe Nils - Skåne

- Un motiv din carte, cu Nils Holgersson pe spatele unei gâște zburând desupra Scaniei, este reprezentat pe spatele bancnotei de 20 de coroane suedeze.
- În desene Nils este de obicei reprezentat ca purtând o căciulă roșie, deși acest lucru este fals, el fiind descris în carte ca purtând o căciulă albă.
- Nils este reprezentat în logo-ul companiei Tele Atlas.
- Priveliștile diferitelor provincii din Suedia pe care Nils împreună cu gâsca le văd sunt reprezentate într-o serie de farfurii produse de Rorstrand Pottery. Seria a început în 1968 și a continuat până în 1996.